# 鉄道150周年記念 鉄音博
『鉄道150周年記念 鉄音博』（てつどうひゃくごじゅっしゅうねんきねん てつおんはく）は、日本の鉄道開業150周年記念のコンピレーション・アルバム。2022年10月5日にキングレコードから発売された。

## 概要
2022年（令和4年）に、日本の鉄道が開業して150周年を記念して発売された、コンピレーション・アルバム。
鉄道に興味のある歌手やタレントなどが多数参加した。

## 収録曲
- 1.MOTOR MAN 時空紀行（横浜〜新橋）
- 2.思い出はメロディの中に 〜鉄道唱歌2022〜
- 3.MOTOR MAN Green-signal SUPER
- 4.鉄音ショッピングアワー! 1つてんき
- 5.花火
- 6.鉄道唱歌「東海道編」第1番-第3番
- 7.鉄道唱歌「東海道編」第4番-第5番
- 8.鉄道唱歌「東海道編」第6番-第10番
- 9.鉄道唱歌「東海道編」第11番-第13番
- 10.鉄道唱歌「東海道編」第14番-第16番
- 11.鉄道唱歌「東海道編」第17番-第20番
- 12.鉄道唱歌「東海道編」第21番-第23番
- 13.鉄道唱歌「東海道編」第24番-第26番
- 14.鉄道唱歌「東海道編」第27番-第29番
- 15.鉄道唱歌「東海道編」第30番-第33番
- 16.鉄道唱歌「東海道編」第34番-第36番
- 17.鉄道唱歌「東海道編」第37番-第39番
- 18.鉄道唱歌「東海道編」第40番-第43番
- 19.鉄道唱歌「東海道編」第44番-第46番
- 20.鉄道唱歌「東海道編」第47番-第49番
- 21.鉄道唱歌「東海道編」第50番-第55番
- 22.鉄道唱歌「東海道編」第56番-第58番
- 23.鉄道唱歌「東海道編」第59番-第61番
- 24.鉄道唱歌「東海道編」第62番-第65番
- 25.鉄道唱歌「東海道編」第66番
- 26.ヴィンテージ
- 27.ディーゼル 150th. anniversary ver.
- 28.妄想鉄道エアトレインの旅 吉川急行電鉄〜岡安新都市交通
- 29.妄想鉄道エアトレインの旅 ベルズ高速鉄道〜南田鉄道
- 30.妄想鉄道エアトレインの旅 吉川急行車庫まつり

## 参加メンバー
- 土屋礼央（RAG FAIR）
- 瀧野由美子（STU48）
- SUPER BELL"Z（野月貴弘、宮田千春、堂込聖美、山本紗由美）
- 徳永ゆうき
- オオゼキタク
- 岡安章介（ななめ45°）
- 南田裕介
- 久野知美（女子鉄アナウンサー）
- スギテツ（杉浦哲郎、岡田鉄平）
- 藤富郷
- 響丈
- 福原稔浩
- 小倉沙耶
- 佐藤チャンピオン
- 六角精児
- 吉川正洋（ダーリンハニー）